# Manhattan (serial telewizyjny)
Manhattan – amerykański dramatyczny serial telewizyjny wyprodukowany przez Lionsgate Television, Skydance Television oraz Tribune Studios. Twórcą serialu jest Sam Shaw. Serial jest oparty na prawdziwej historii dotyczącej Projektu Manhattan, będącego tajnym programem budowy i produkcji bomby atomowej w Stanach Zjednoczonych. Premierowy odcinek został wyemitowany 27 lipca 2014 roku przez stację WGN America. 14 października 2014 roku, WGN America zamówiła 2 sezon serialu, z kolei 4 lutego 2016 roku stacja  ogłosiła zakończenie produkcji serialu po dwóch sezonach

## Fabuła
Serial skupia się na zespole naukowców, którzy prowadzą tajną misję polegającą na zbudowaniu i produkcji pierwszej bomby atomowej w Los Alamos w Nowym Meksyku. Zespołem kieruje profesor J. Robert Oppenheimer

## Obsada
- John Benjamin Hickey jako dr Frank Winter, fizyk, który prowadzi Projekt Manhattan[4]
- Olivia Williams jako dr Liza Winter, botanistka[5]
- Ashley Zukerman jako dr Charlie Isaacs
- Rachel Brosnahan jako Abby Isaacs
- Daniel Stern jako dr Glen Babbit[6]
- Katja Herbers jako dr Helen Prins[7]
- Harry Lloyd jako dr Paul Crosley[8]
- Alexia Fast jako Callie Winter[9]
- Christopher Denham jako dr Jim Meeks
- Michael Chernus jako dr Louis "Fritz" Fedowitz[10]
- William Petersen jako pułkownik Emett Darow[11]

## Role drugoplanowe
- David Harbour jako dr Reed Akley[12]
- Eddie Shin jako dr Sidney "Sid" Liao,
- Daniel London jako profesor J. Robert Oppenheimer
- Mark Moses jako Alden Cox
- Mamie Gummer jako Nora[13]
- Griffin Dunne jako Woodrow Lorentzen[14]

## Odcinki
| Sezon | Sezon | Odcinki | Oryginalna emisja WGN America | Oryginalna emisja WGN America | Oryginalna emisja | Oryginalna emisja | Oryginalna emisja |
| Sezon | Sezon | Odcinki | Premiera sezonu               | Finał sezonu                  | Premiera sezonu   | Finał sezonu      |                   |
| ----- | ----- | ------- | ----------------------------- | ----------------------------- | ----------------- | ----------------- | ----------------- |
|       | 1     | 13      | 27 lipca 2014                 | 19 października 2014          | brak danych       | brak danych       |                   |
|       | 2     | 10      | 13 października 2015          | 15 grudnia 2015               | brak danych       | brak danych       |                   |

## Produkcja
Serial został zamówiony 6 września 2013 roku przez stację WGN America, którego emisja była zaplanowana na 2014 roku